# ポール・シニャック
ポール・ヴィクトール・ジュール・シニャック（Paul Victor Jules Signac, 1863年11月11日 - 1935年8月15日）は、19世紀～20世紀のフランスの画家。ジョルジュ・スーラと並ぶ新印象派の代表的画家であった。

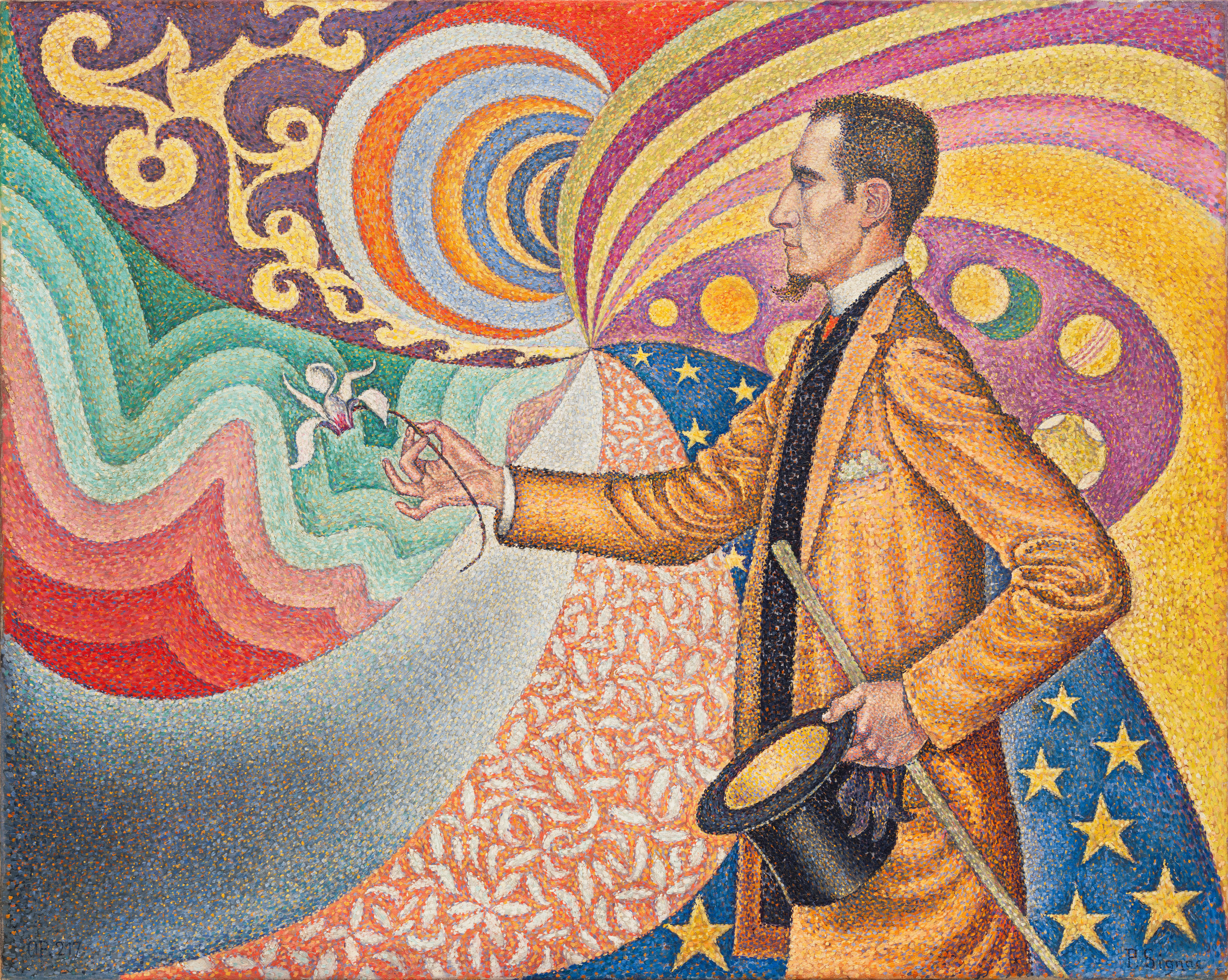
ポール・シニャックによるフェリックス・フェネオンの肖像画「七色に彩られた尺度と角度、色調と色相のリズミカルな背景のフェリックス・フェネオンの肖像 」(1890年)、ニューヨーク近代美術館

## 生涯
シニャックは1863年、パリで生まれた。最初は建築を学んでいたが、18歳の時に絵画に転向した。1886年の第8回（つまり最後の）印象派展にジョルジュ・スーラとともに出品している。この年の印象派展には、スーラの代表作『グランド・ジャット島の日曜日の午後』が出品されていた。シニャックはスーラから大きな影響を受けているが、2人の画風は微妙に異なっている。もともとシニャックはクロード・モネの暖かい色彩を好んでいたが、スーラの存命中は彼のクールな色彩の影響下から脱する事が難しかった。しかしスーラの没後はモネの影響がはっきり現れ、スーラの点描法にモネの暖色系を注入し、筆触もより長く大きなものとなり、スーラとはまた異なる個性を確立した。海を愛し、自らもヨットを操縦したシニャックは、当時まだひなびた漁村であったサン＝トロペに居を構え、海辺や港の風景、ヨットなどを好んで描いた。

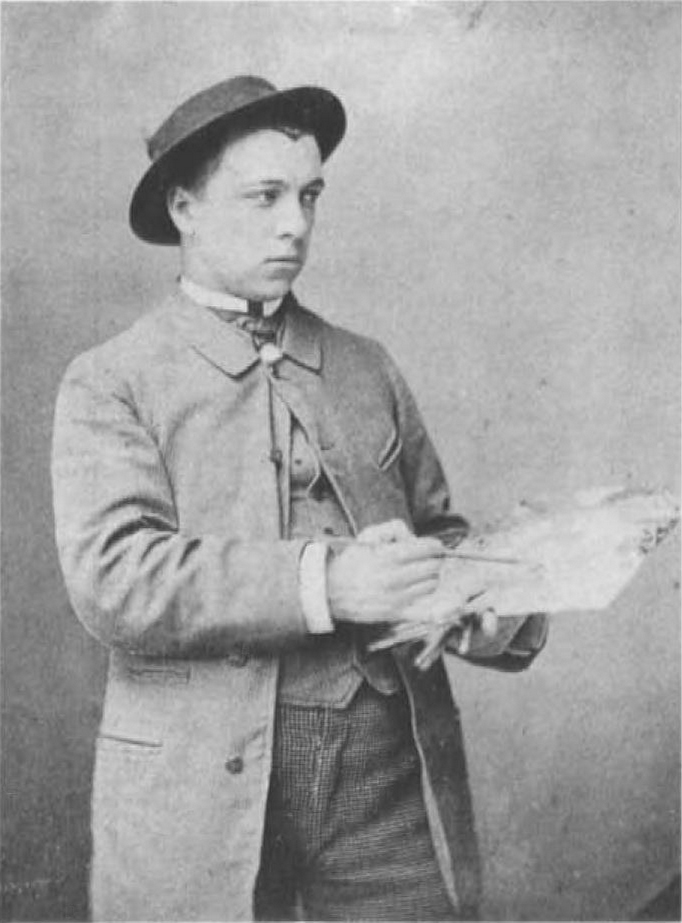
1883年

シニャックは、理論家タイプで無口なスーラとは対照的に話し好きで陽気な性格であった。気難しい性格だったフィンセント・ファン・ゴッホとも争いを起こす事もなく、アルルでの共同生活には応じなかったもののゴーギャンとの衝突の末に片耳を切った事件の直後には見舞いにも行っている。寡黙で自らを多く語らず、しかも短命だったスーラに代わり新印象派の理論を世に知らしめた点でもシニャックの功績は大きい。また、知人でモデルにもなったフェリックス・フェネオン（新印象派の命名者）と共に、シニャックは政治的には無政府主義者であった。

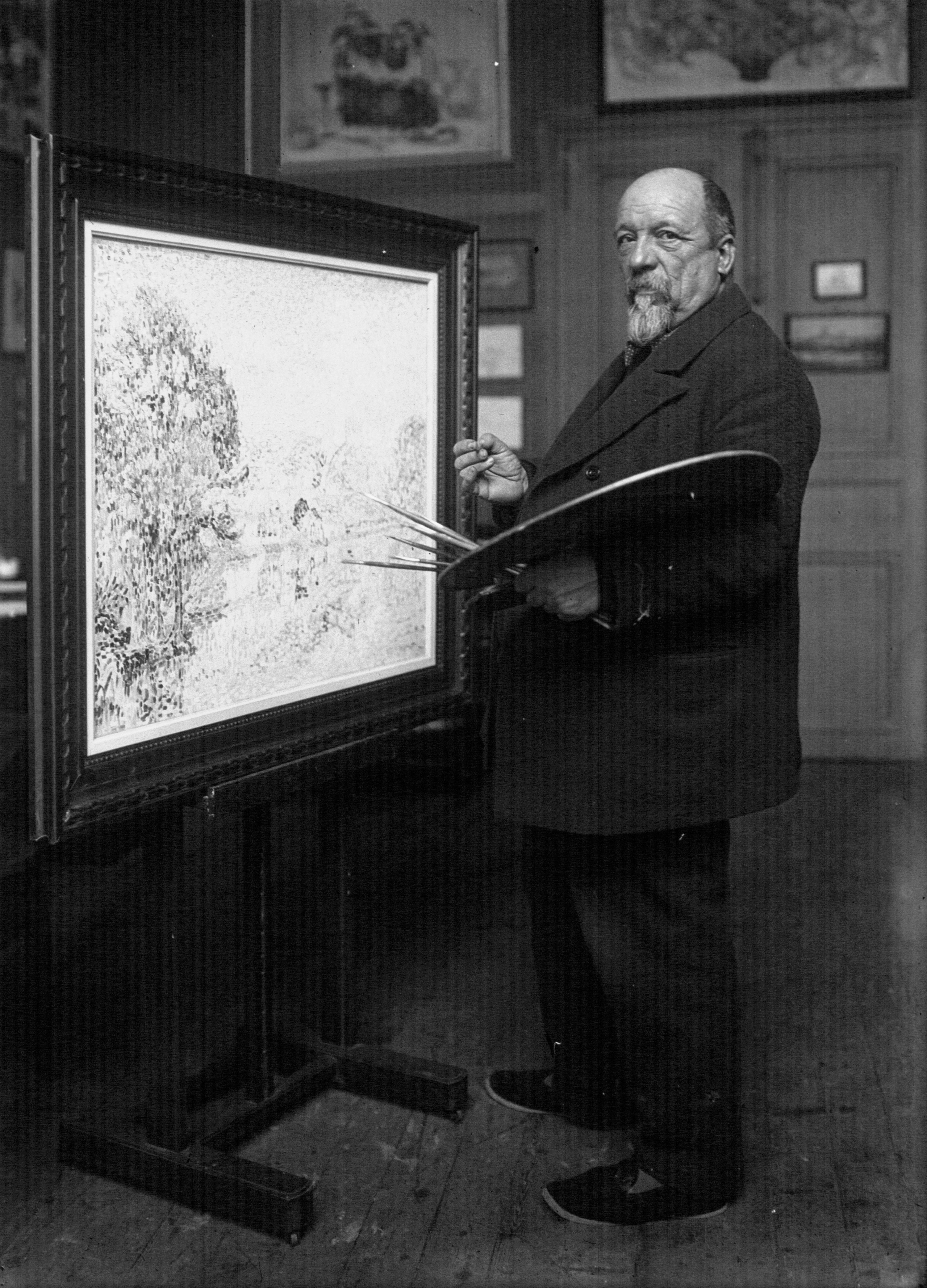
1923年

1932年、日本のプロレタリアートの窮状を世界に訴えるアピールを託された高田博厚に頼られると、ロマン・ロランに相談するようアドバイスする(この後、ロランはこの件を引き受け、1932年9月29日ユマニテ第一面の記事として報じられた。)
1935年に敗血症のため没し、ペール・ラシェーズ墓地に埋葬された。
若き日のアンリ・マティスは、シニャックを慕ってサン＝トロペの別荘に住み込み、彼の作品から多大な影響を受けている。

## 代表作
- アニエールの河岸[6][7][8]（1885）（埼玉県立近代美術館）
- サン＝トロペの港（1893）（ヴッパータール、ファン・デア・ハイト美術館）
- 赤い浮標（1895）（オルセー美術館）
- 夕日の小舟（1891）

## ギャラリー

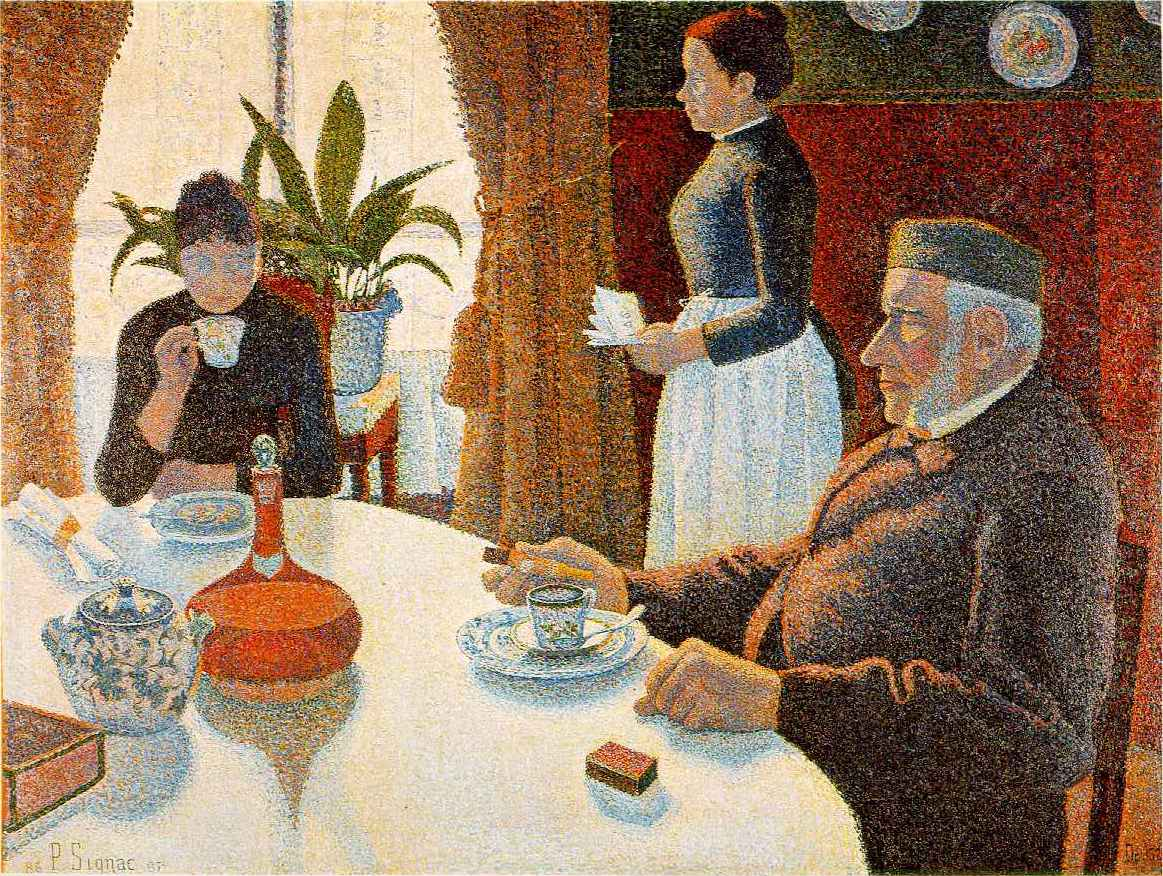
『朝食』（1886-87年）
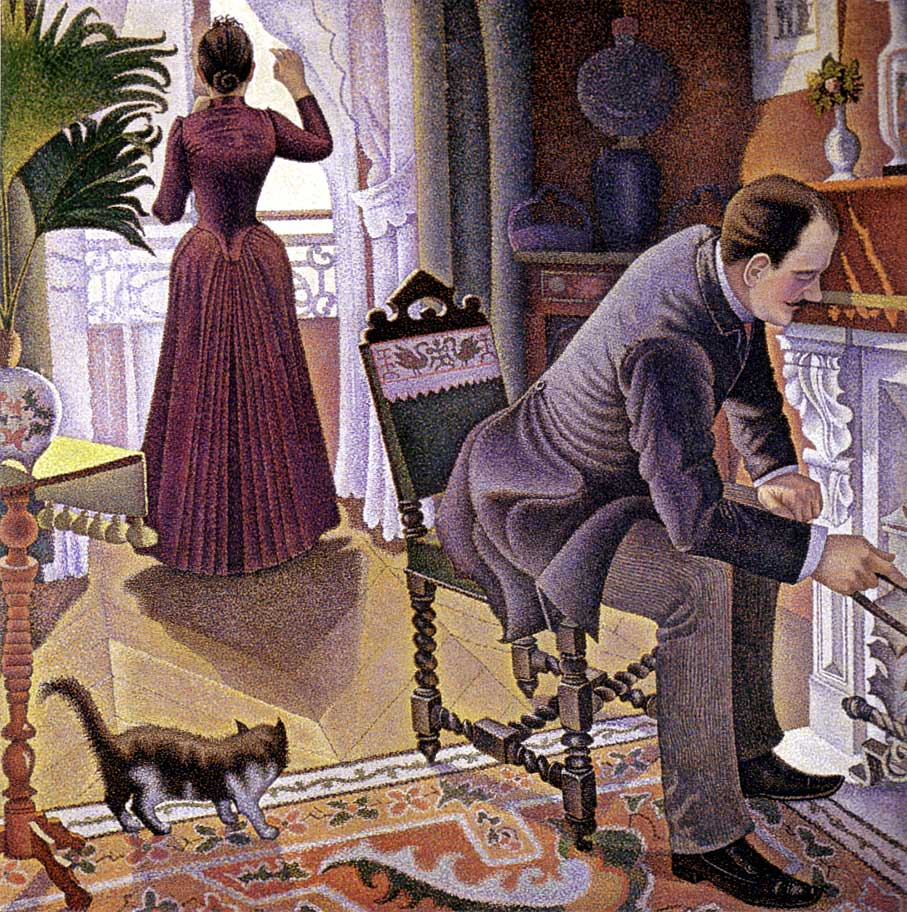
『日曜日』（1888-90年）
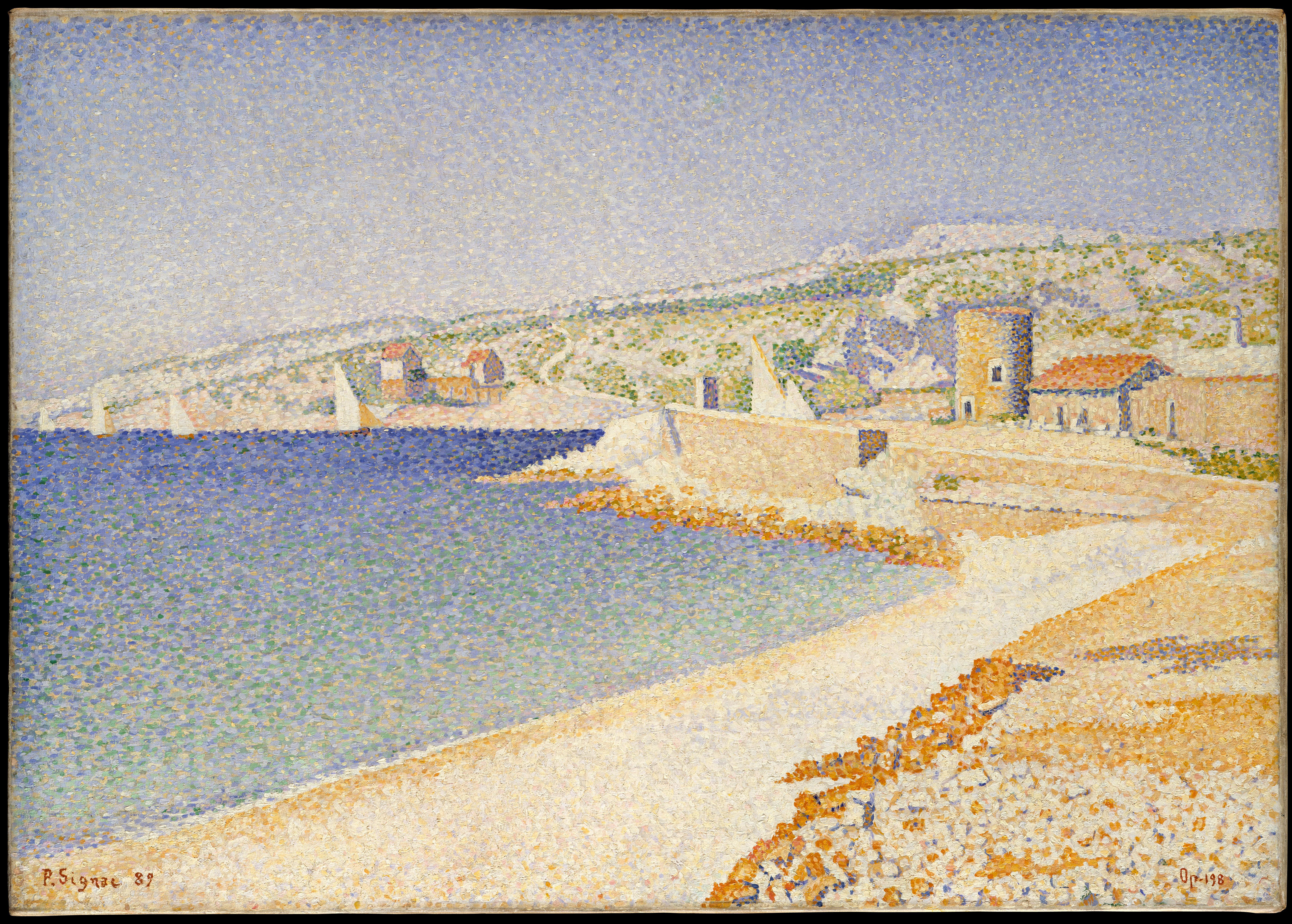
『カシスの桟橋』（1889年）
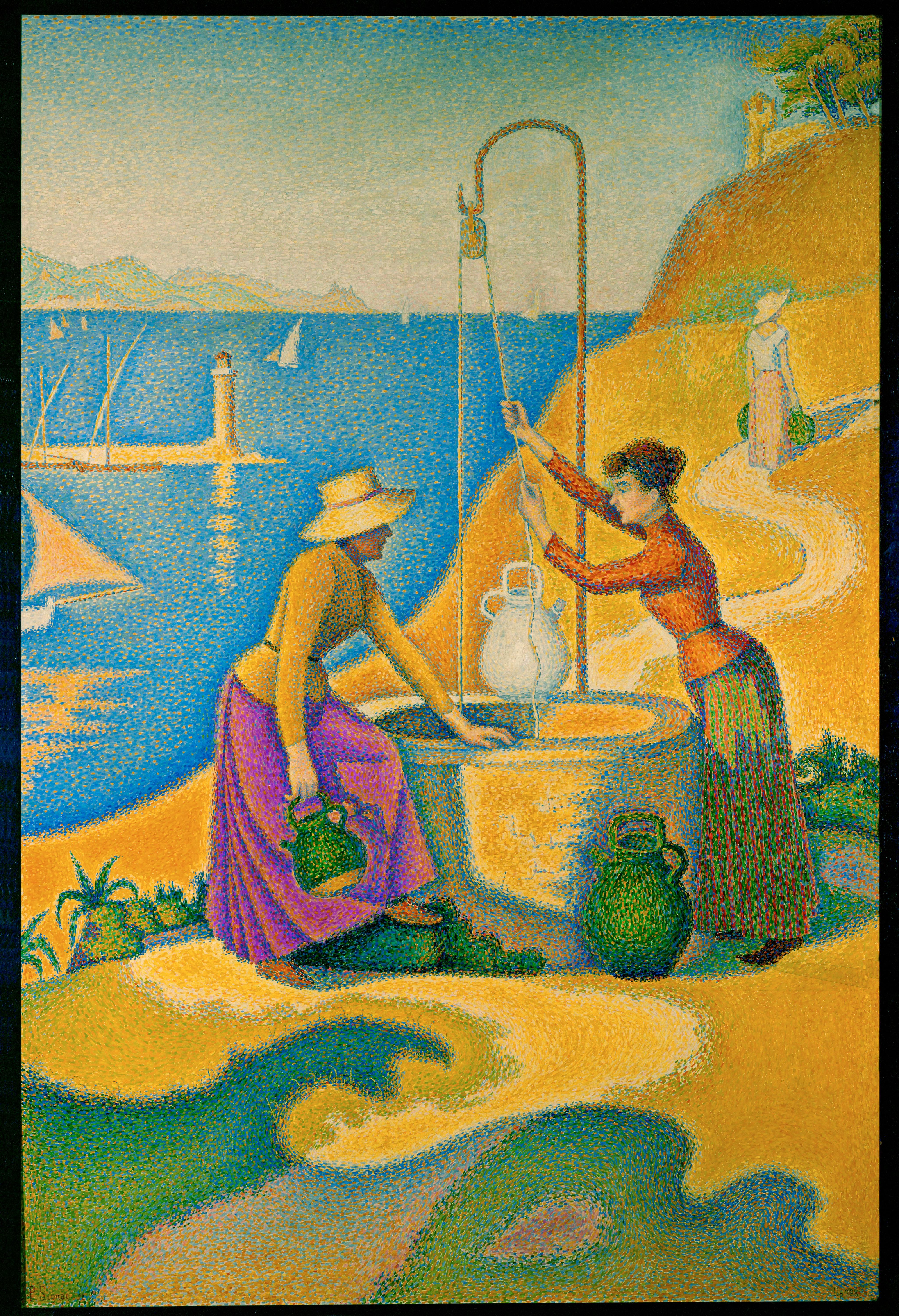
『井戸と女性』（1892年）
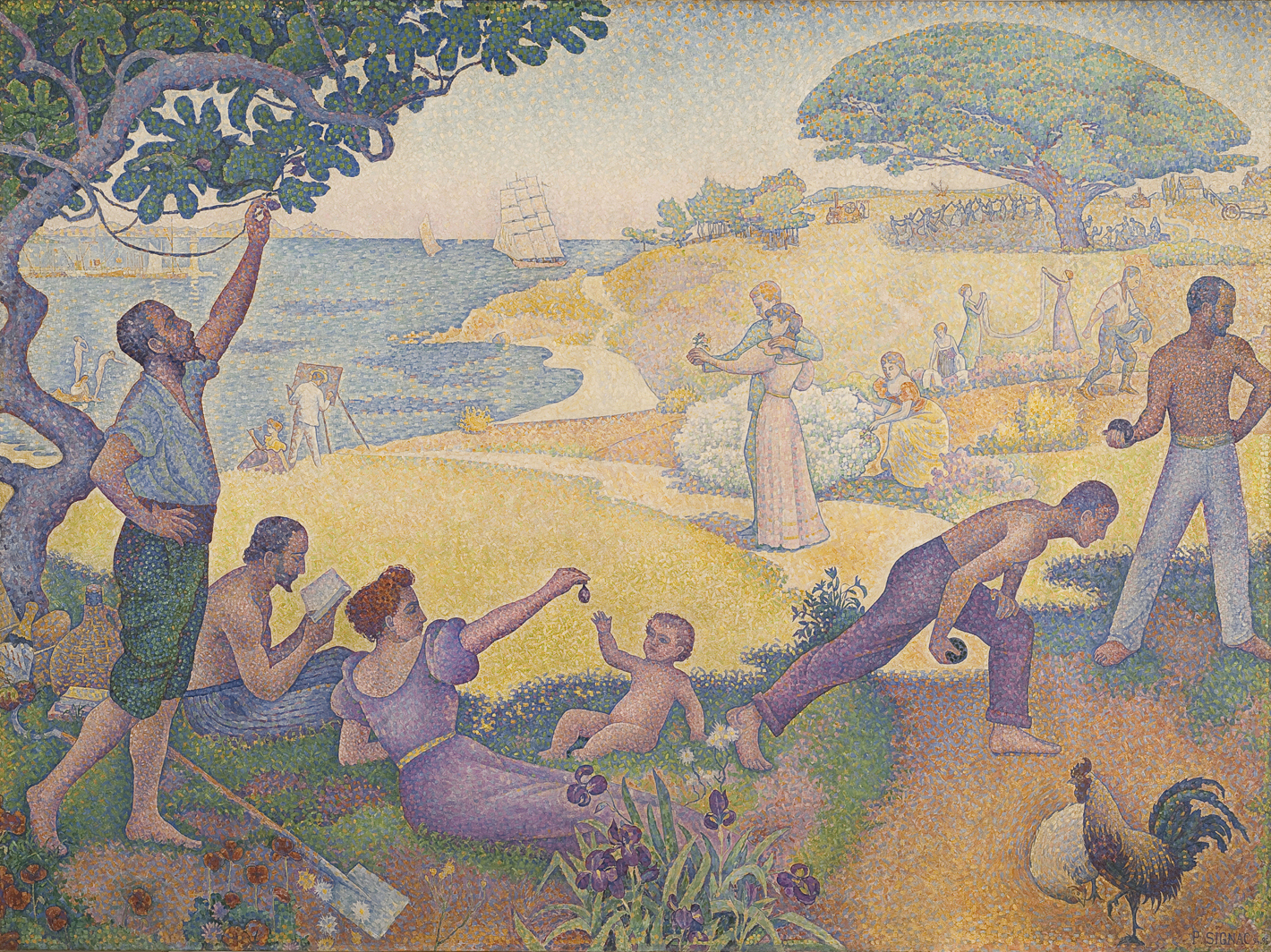
In the Time of Harmony. The Golden Age is not in the Past, it is in the Future, 1893-95年, oil on canvas, 310 x 410 cm, Mairie de Montreuil
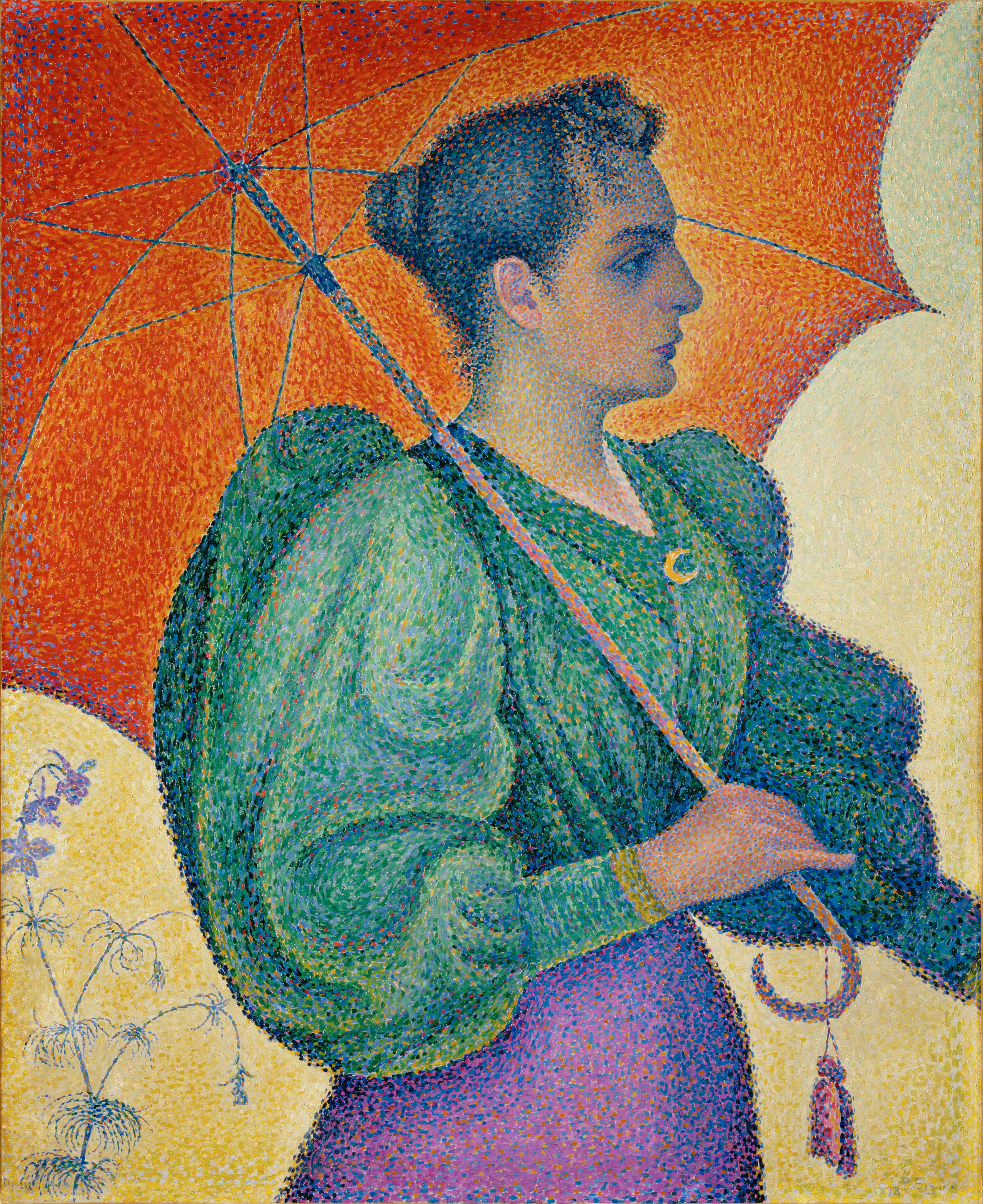
Femme à l'ombrelle (Woman with Umbrella), oil on canvas, 81 x 65 cm, オルセー美術館, パリ, 1893年
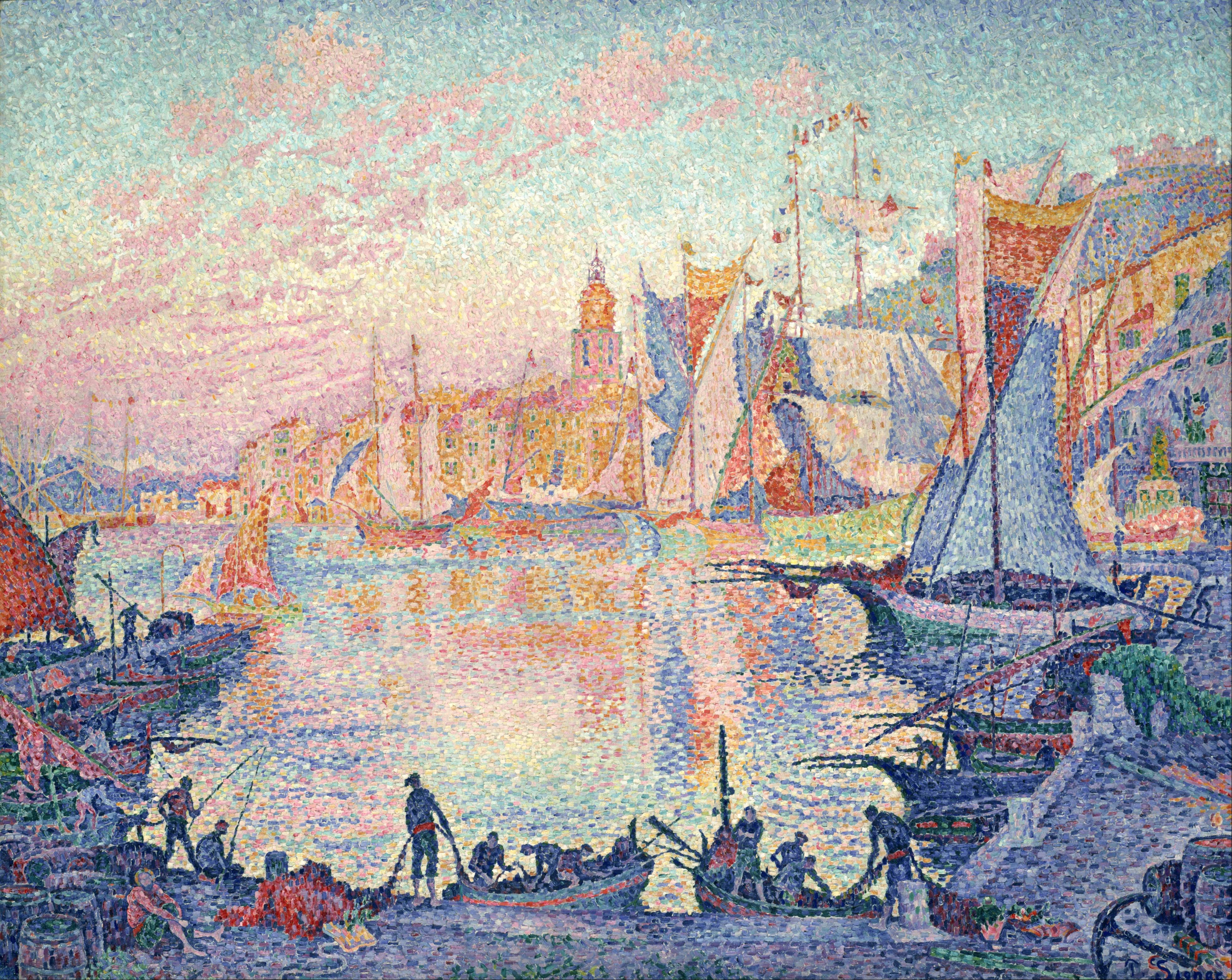
The Port of Saint-Tropez, 1901年, oil on canvas, 131 x 161.5 cm 国立西洋美術館, 東京
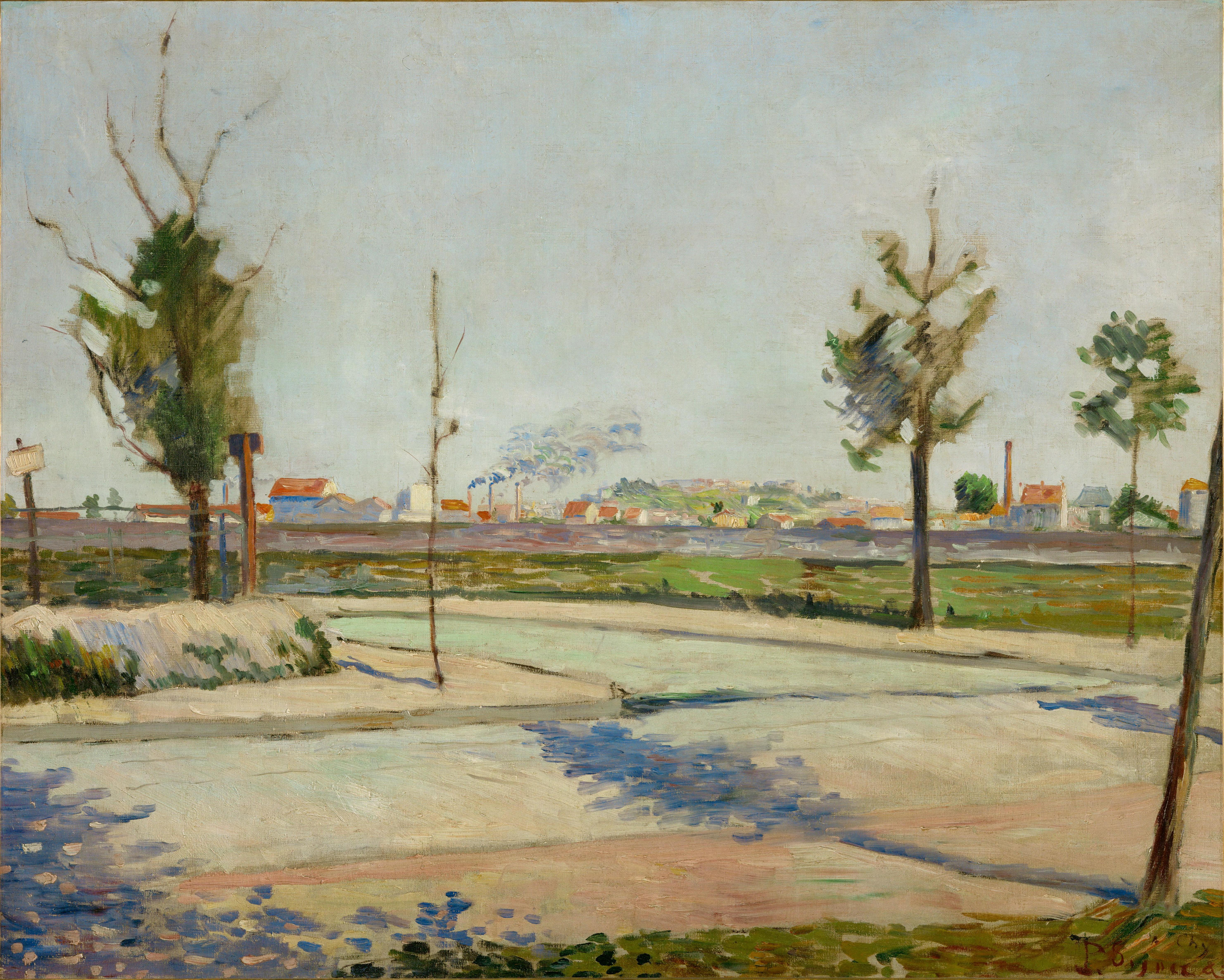
Road to Gennevilliers, 1883年, オルセー美術館
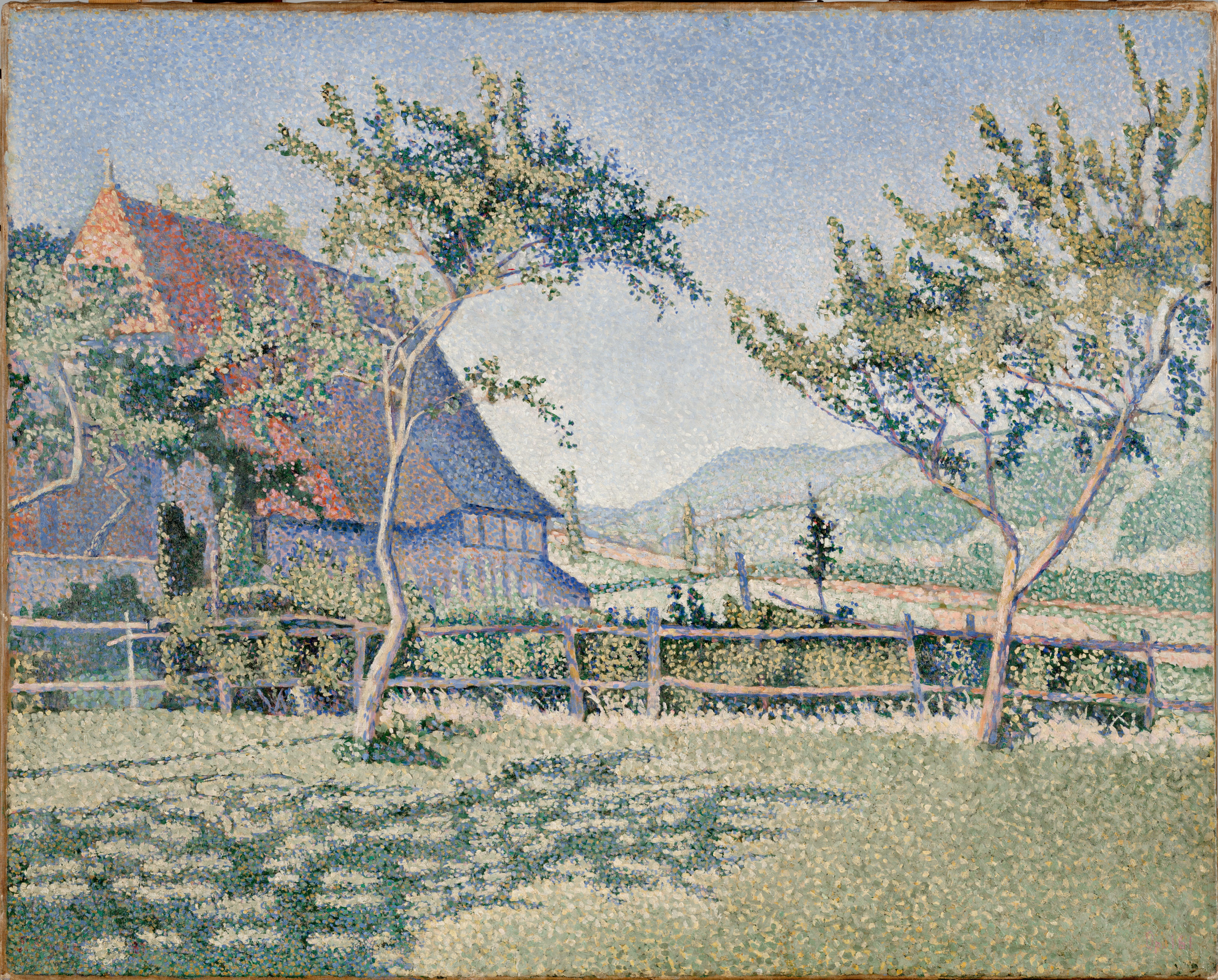
Comblat le Chateau. Le Pré. 1886年, ダラス美術館
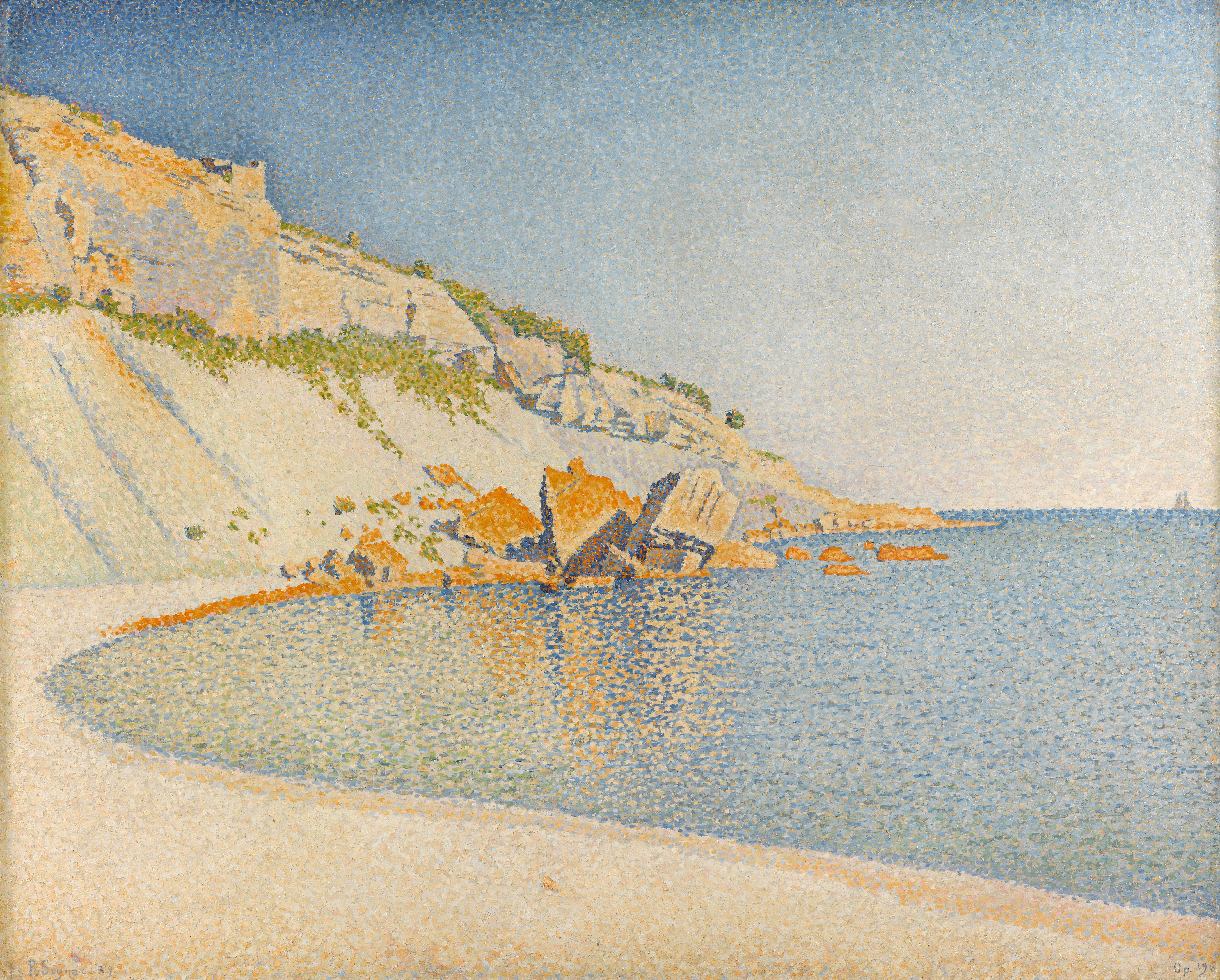
Cassis, Cap Lombard, Opus 196, 1889年, Gemeentemuseum Den Haag
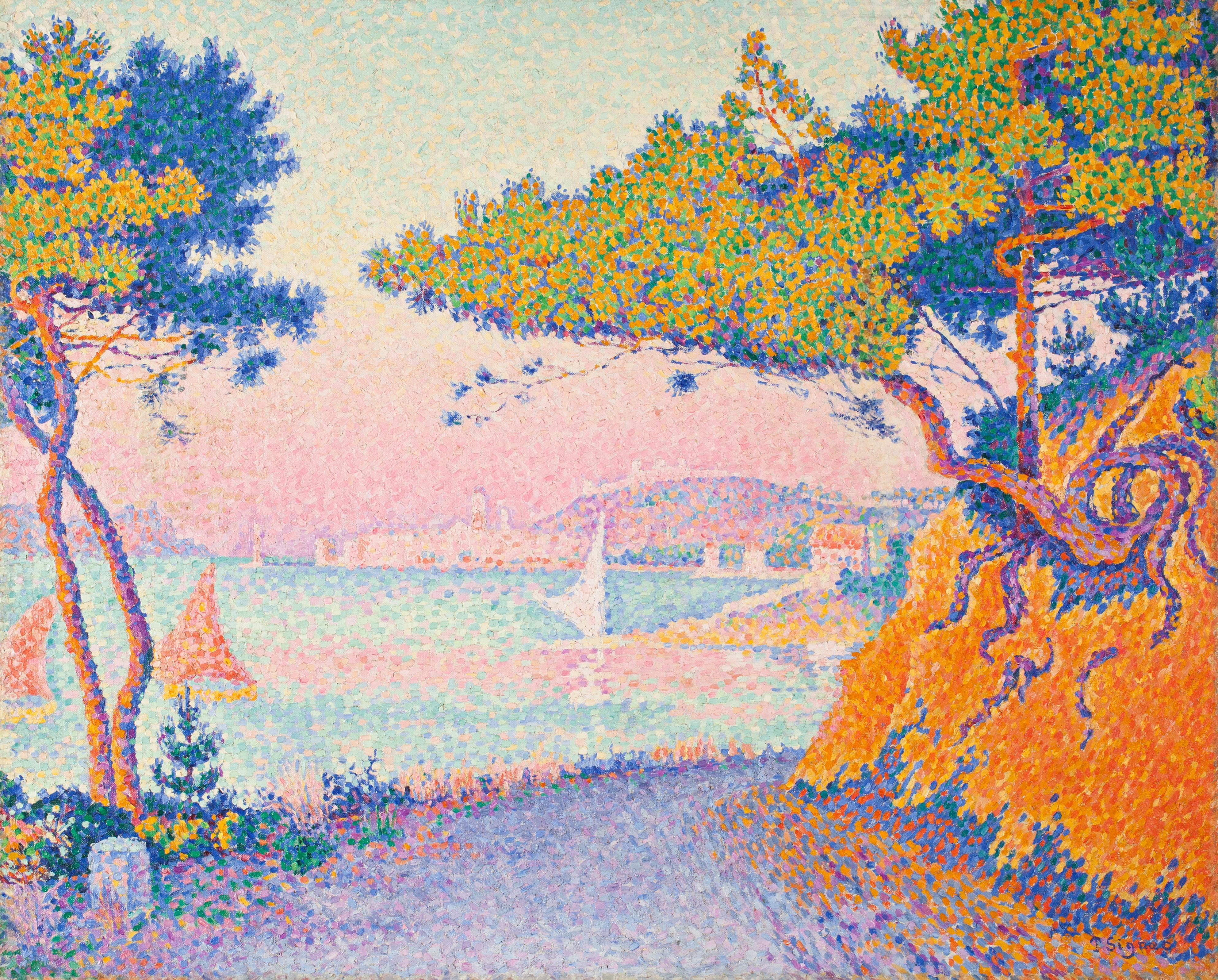
Golfe-Juan, ca. 1896年, Worcester Art Museum
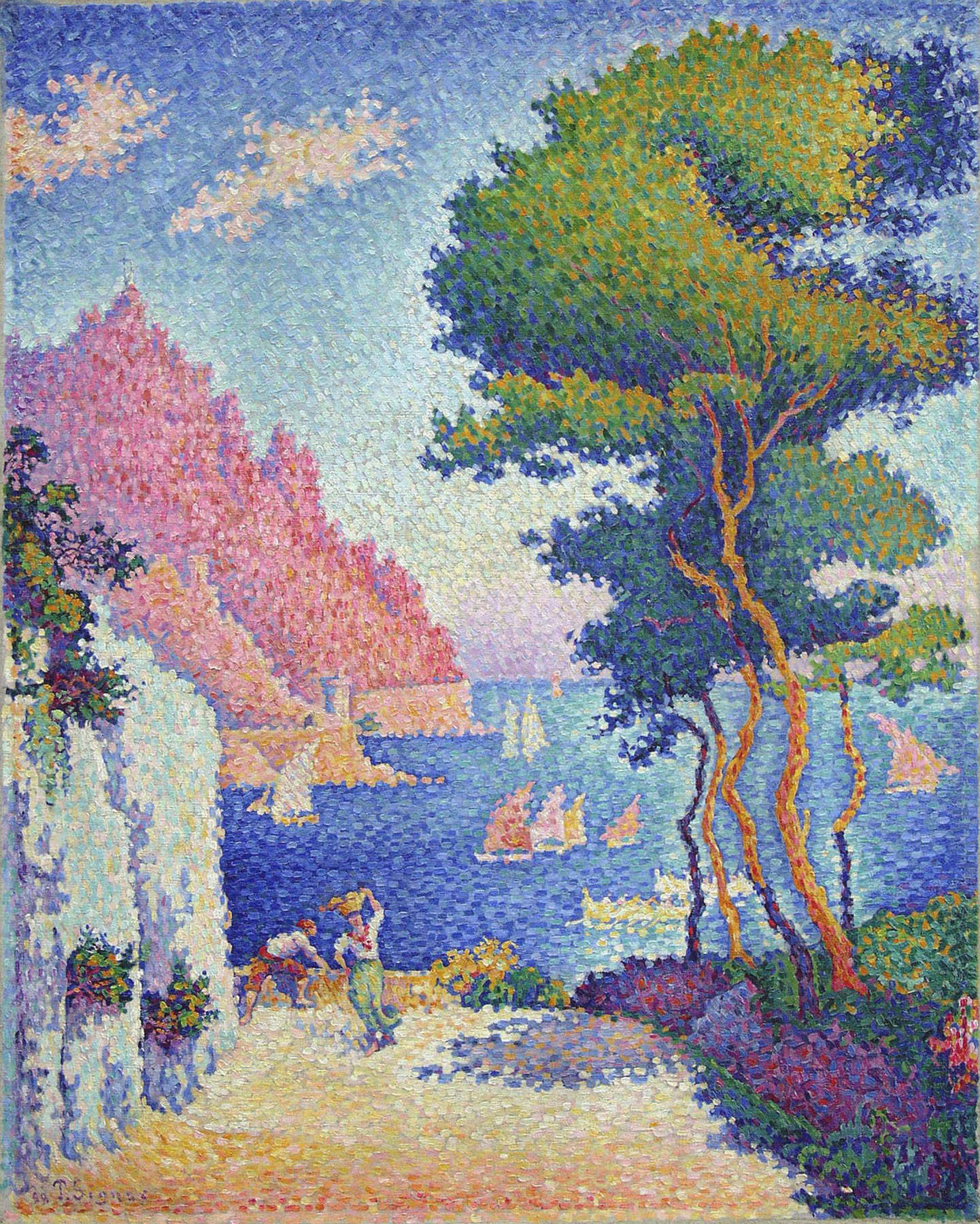
Capo di Noli, 1898年, oil on canvas, 93.5 × 75 cm, ヴァルラフ・リヒャルツ美術館, ケルン
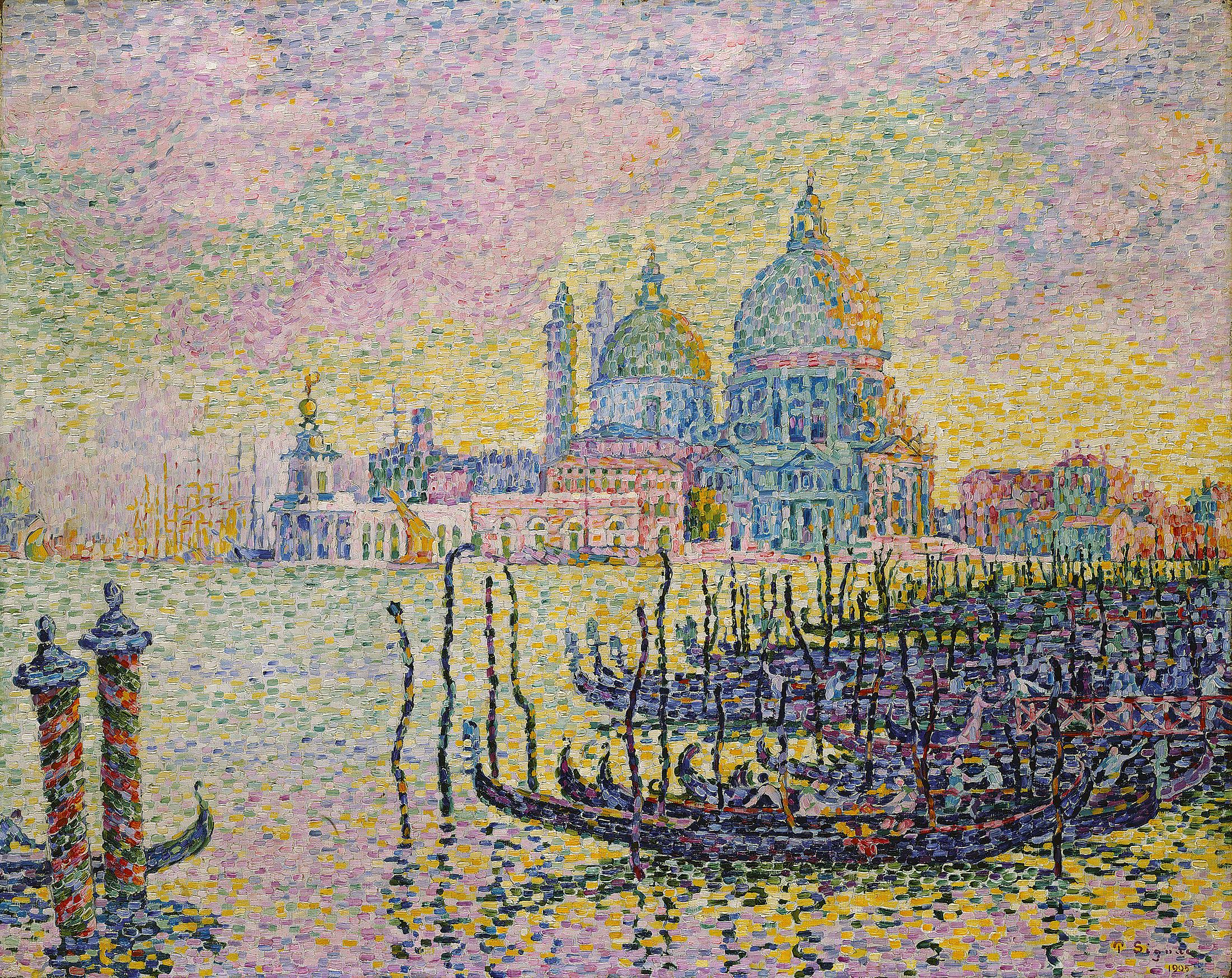
Grand Canal (Venice), 1905年, トレド美術館, オハイオ州トレド
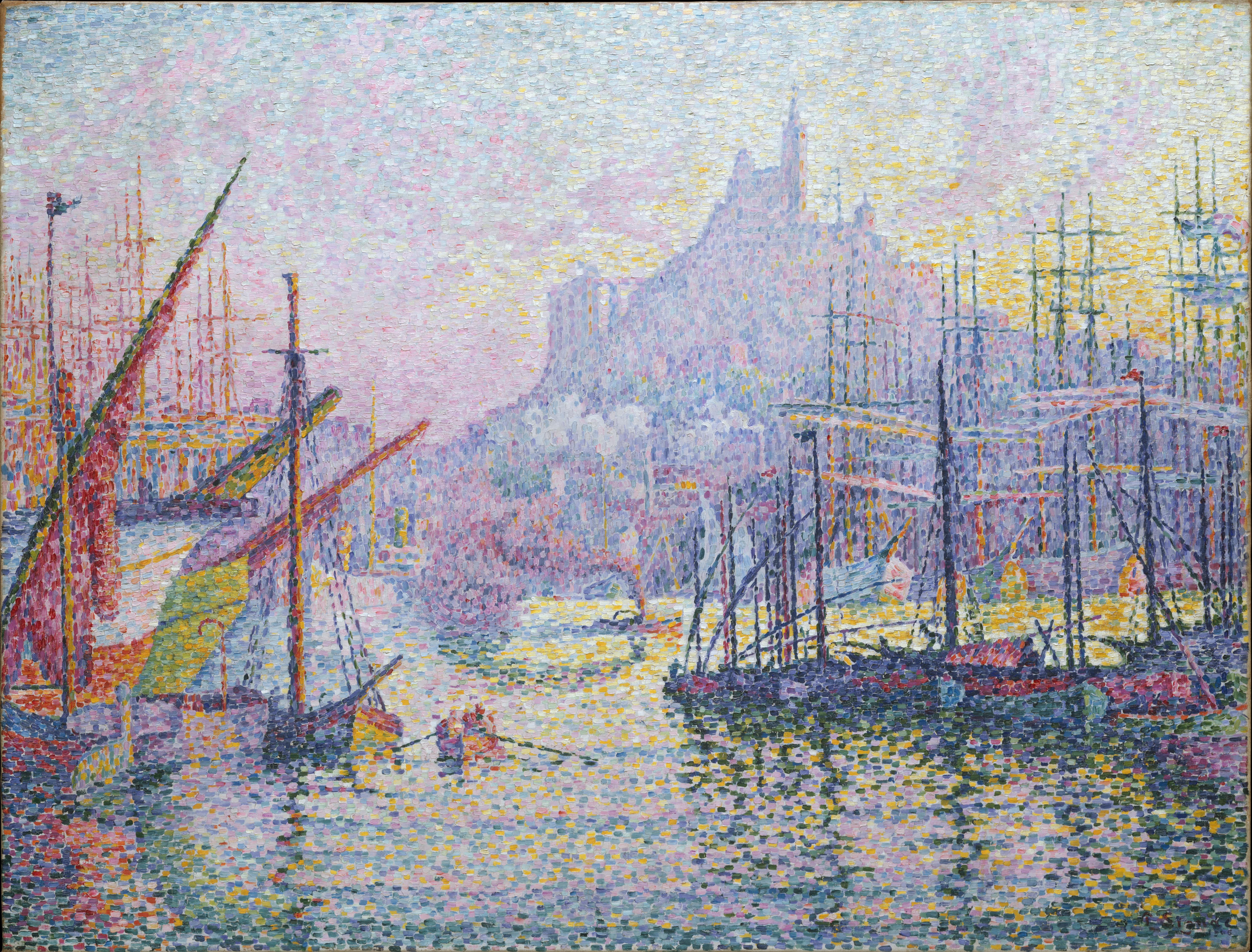
Notre-Dame-de-la-Garde (La Bonne-Mère) Marseilles, 1905–06年, メトロポリタン美術館
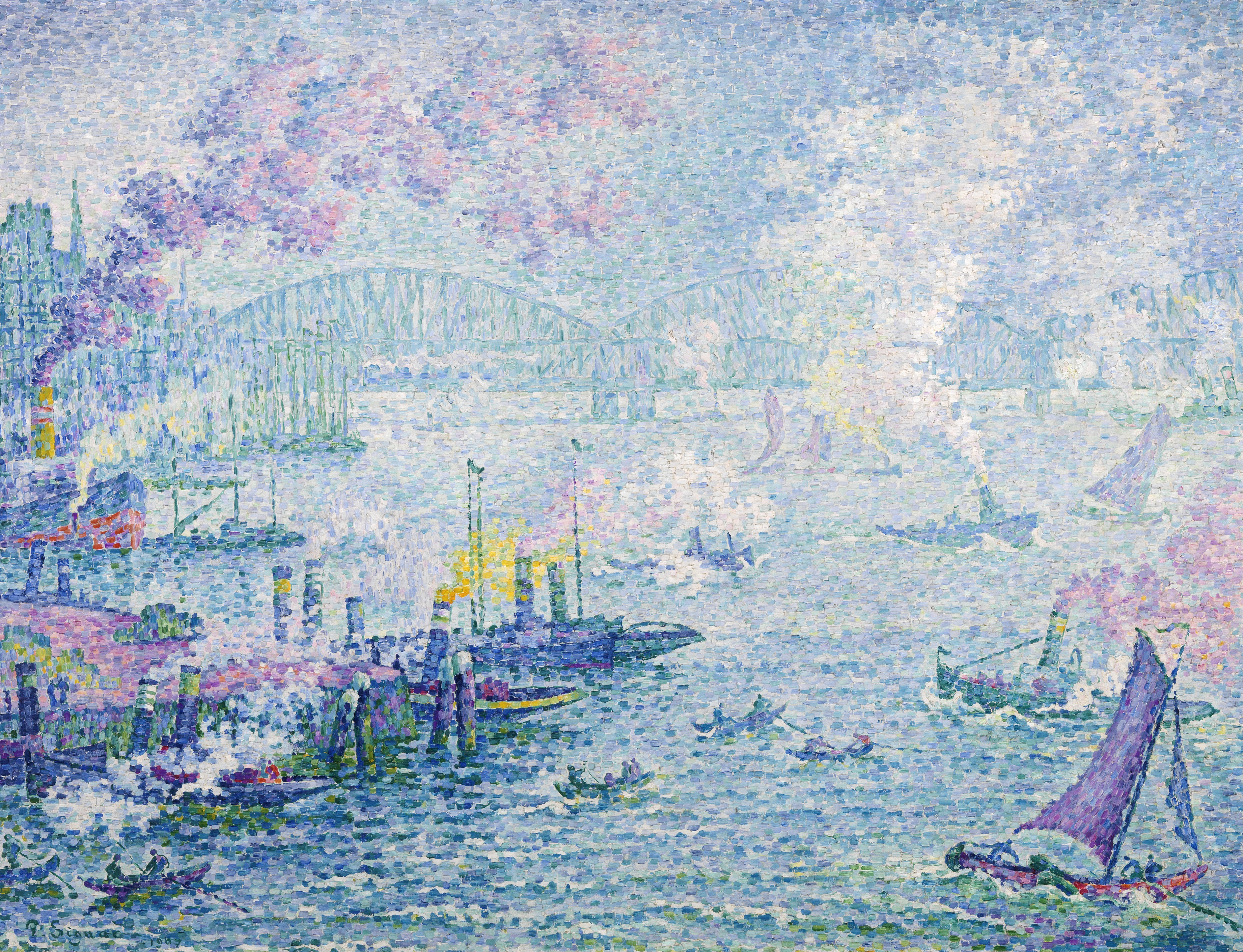
The Port of Rotterdam, 1907年, ボイマンス・ヴァン・ベーニンゲン美術館
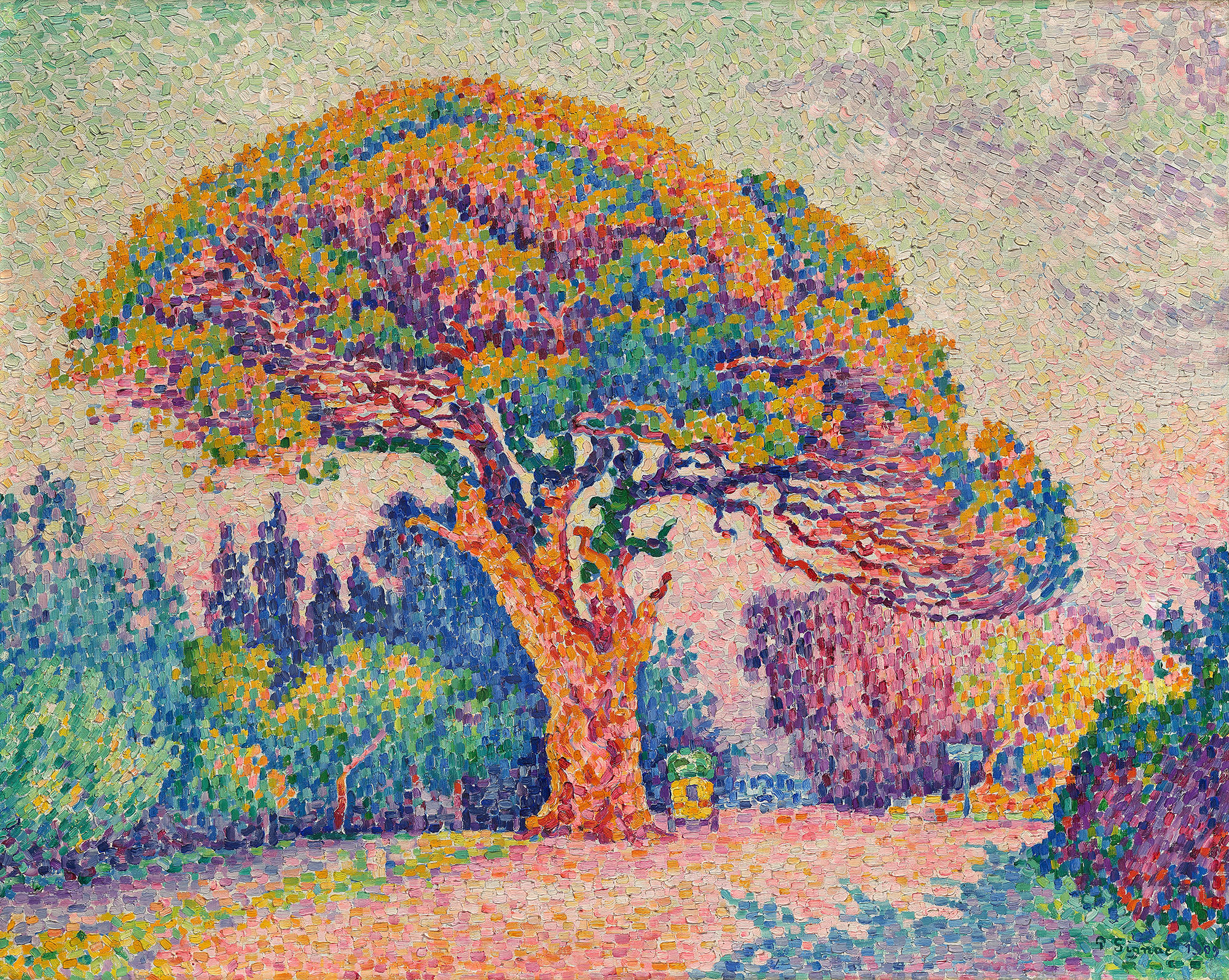
The Pine Tree at Saint Tropez, 1909年,  プーシキン美術館, モスクワ
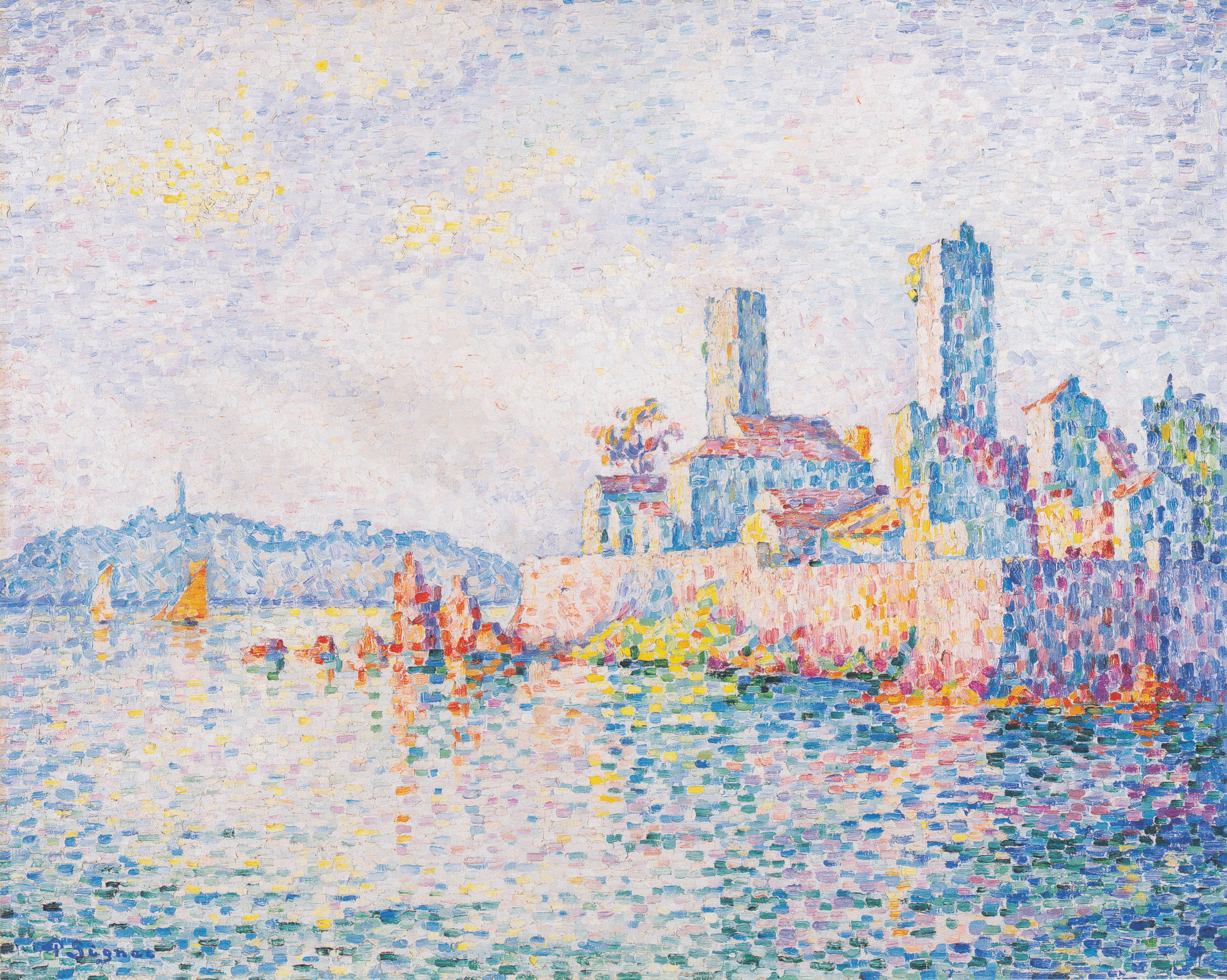
Antibes, 1911年, アルベルティーナ, ウィーン
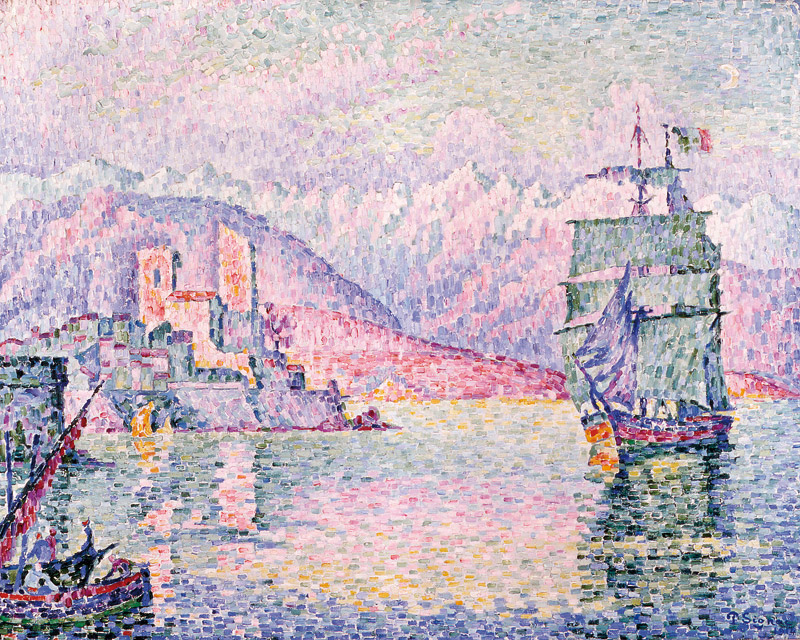
Antibes le soir, 1914年, Strasbourg Museum of Modern and Contemporary Art
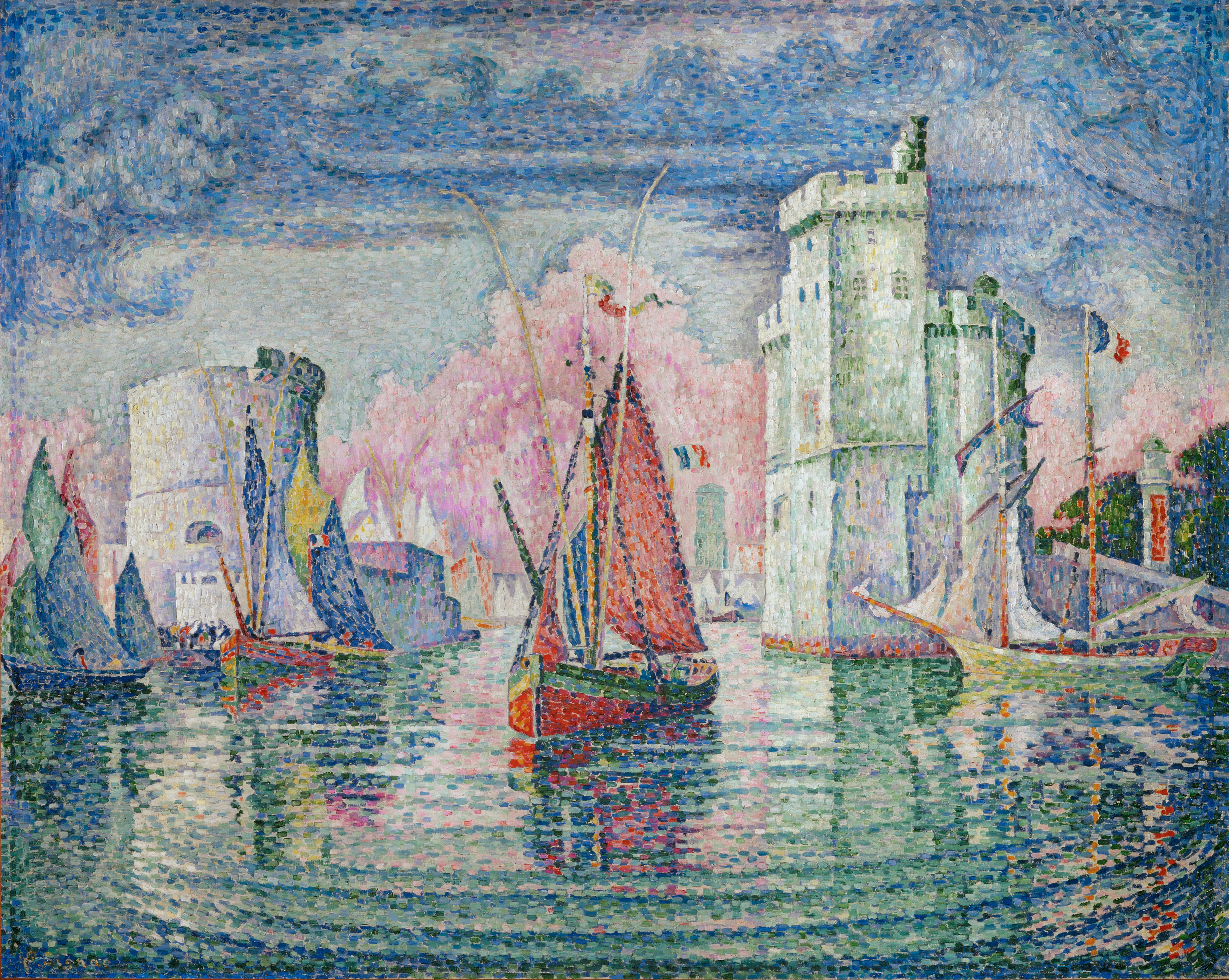
Entrée du port de la Rochelle, 1921年, oil on canvas, 130.5 x 162 cm, オルセー美術館